# Atanas Pekanow
Atanas Angełow Pekanow, bułg. Атанас Ангелов Пеканов (ur. 30 kwietnia 1991 w Atenach) – bułgarski ekonomista, w 2021 i od 2022 do 2023 wicepremier ds. funduszy europejskich.

## Życiorys
Syn przedstawiciela handlowego pracującego w Grecji. Ukończył niemieckojęzyczną szkołę średnią w Sofii. Z wykształcenia ekonomista, absolwent Uniwersytetu Ekonomicznego w Wiedniu oraz University College London. Podjął studia doktoranckie na wiedeńskiej uczelni, specjalizując się w polityce fiskalnej i monetarnej. Był stypendystą Narodowego Banku Bułgarii oraz austriackiego towarzystwa ekonomicznego. Pracował m.in. w Europejskim Banku Centralnym oraz austriackim instytucie badań ekonomicznych. Zasiadł w radzie doradczej ds. rozwoju społecznego i ekonomicznego przy prezydencie Bułgarii Rumenie Radewie.
W maju 2021 powołany na urząd wicepremiera ds. funduszy europejskich w przejściowym gabinecie Stefana Janewa. Pozostał na tym stanowisku w utworzonym we wrześniu 2021 drugim technicznym rządzie tego samego premiera. Pełnił tę funkcję do grudnia tegoż roku. Ponownie objął tę funkcję w sierpniu 2022, dołączając do przejściowego gabinetu Gyłyba Donewa. Utrzymał to stanowisko również w utworzonym w lutym 2023 drugim technicznym gabinecie tego samego premiera. Zakończył urzędowanie w czerwcu 2023.